# Stefania Giacarelli
Stefania Giacarelli (Roma, 20 agosto 1957) è una doppiatrice italiana.

## Biografia
Fin da bambina è divisa tra la recitazione e la scrittura, la poesia in particolare. Le prime esperienze le fa con compagnie “off” messe in piedi con coetanei. La sua attività di attrice comincia nel 1981. Nel 1982 lavora nello sceneggiato Rai Storia d'amore e d'amicizia diretto da Franco Rossi e con protagonisti Claudio Amendola, Massimo Bonetti e Barbara De Rossi. Una piccolissima parte, ma che si rivela fondamentale per le sue scelte future. Nel cast c'è infatti anche Ferruccio Amendola. Dopo le prime esperienze, soprattutto prestando la sua voce a personaggi dei cartoon, passa al doppiaggio di film e serial tv. È molto attiva anche nel campo della pubblicità e nei cortometraggi. A questo lavoro affianca quello di scrittrice: nella sua numerosa produzione figurano alcuni racconti brevi e soprattutto poesie.

## Doppiaggio
Dopo le prime esperienze con cartoni animati minori, il suo vero esordio è con Tron, della Disney. Giacarelli presta la sua voce alla protagonista femminile Cindy Morgan. Da quel momento saranno numerose le attrici doppiate: tra le altre Glenn Close, Raquel Welch, Kristen Johnston e l'ex Charlie's Angels Kate Jackson. Ma lavora molto anche per la tv: è sua la voce di ben quattro personaggi di Dallas. Doppia, in particolare, i personaggi interpretati da Morgan Brittany, Kimberly Foster, Sheree J. Wilson e Barbara Carrera. Per 5 stagioni è la voce di Marilu Henner, protagonista femminile della serie di telefilm Taxi trasmessa da Rai Uno. Torna anche al mondo dei cartoon, doppiando tra l'altro il personaggio di Annie in un altro film della Disney: Mucche alla riscossa.

### Film
- Cindy Morgan in Tron
- Laurie Webber in Project Shadowchaser II
- Blythe Danner in Verità apparente
- Mary Beth Hughes in Michael Shayne e l'enigma della maschera
- Satomi Tezuka in Isola: La tredicesima personalità
- Kristen Johnston in Bride Wars - La mia migliore nemica
- Debra Karr in Killer Crocodile 2

### Film d'animazione
- Annie in Mucche alla riscossa

### Film e Miniserie Tv
- Glenn Close in The Lion in Winter - Nel regno del crimine
- Molly Hagan in L'alba di Dallas
- Shelley Long in Natale a giugno
- Alexis O'Keefe in Il mio migliore amico
- Marlo Thomas in Mio figlio è tornato
- Meredith Baxter in Per amore di Jimmy
- Deneen Tyler in A me gli occhi...

### Serie televisive
- Barbara Carrera, Morgan Brittany, Sheree J. Wilson e Kimberly Foster in Dallas
- Lorraine Toussaint in Da un giorno all'altro
- Jane Kaczmarek in Felicity
- Randi Brazen in Mancuso, F.B.I.
- Sharon Gless in Switch
- Ely Pouget in L'ombra della notte
- Raquel Welch in Benvenuti a The Captain
- Jean Smart in La famiglia Pellet
- Carrie Quinn Dolin in That's My Bush!
- Marilu Henner in Taxi
- Ellen David in Shelby Woo, indagini al computer
- Sigrid Thornton in Paradise
- Kristen Johnston in Una famiglia del terzo tipo
- Carol Ann Susi in Troppi in famiglia
- Sandra Nelson in Sul luogo del delitto

### Soap opera e telenovelas
- Eileen Barnett in Santa Barbara
- Sherilyn Wolter in General Hospital
- Sarah Nall in Destini
- Itala Nandi in Diritto d'amare

### Cartoni animati
- Lula in Dave il Barbaro
- Ma in Dottor Dog
- Spirito dell'Acqua (2^ voce) in L'uccellino azzurro
- Aphrodia in Baldios - Il guerriero dello spazio
- Misuzu in City Hunter
- Mon Lon in Ranma ½
- Evelyn (1^ vers. italiana) in Jenny la tennista
- Doretta Doremì in DuckTales